# Bitrot
Bitrot, in het Engels ook bekend als data rot, bit decay (decay betekent verval) of data decay is een verzamelnaam in de informatietechnologie voor het in de loop der tijd vervallen van opslagmedia of een (veelal humoristische) uitleg voor het vervallen van software in de loop der tijd.

## Verval van opslagmedia
Bitrot wordt onder andere gedefinieerd als het uitdoven van de kleine elektrische lading van een bit in computergeheugen, dat mogelijk de werking van programma's kan veranderen.
Bitrot kan ook gebruikt worden om het fenomeen te beschrijven dat data ondergaan wanneer ze zijn opgeslagen in EPROM's, in een flashgeheugen of op een harde schijf en in de loop van de tijd (meerdere jaren) langzaam hun waarde verliezen door het vervallen van elektrische of magnetische lading die die data definieert. Dit doet zich echter ook voor bij data opgeslagen op optische media zoals cd's, dvd's of andere typen opslagmedia.
De oorzaak van bitrot verschilt afhankelijk van het medium. EPROM's en flashgeheugen slaan data op met behulp van elektrische lading, die langzaam weg kan lekken door imperfecte isolatie. De chip zelf ondervindt hier geen schade van. Het periodiek herprogrammeren van de chip voorkomt bitrot dus. Het grootste probleem bij het herprogrammeren is het vinden van de originele data, omdat er nauwelijks onbeschadigde data van de chips te vinden zijn tegen de tijd dat een gebruiker de bitrot ontdekt.
Diskettes, harde schijven en magnetische tapes ondervinden bitrot als de magnetische deeltjes die de bits weergeven hun magnetische oriëntatie verliezen. In warme, vochtige condities zijn deze media zelfs onderhevig aan letterlijke rot. Bij optische media zoals cd's en dvd's is het vergaan van het materiaal waarop de data zijn vastgelegd een oorzaak. Dit kan vertraagd worden door de schijfjes te bewaren op een donkere, koele plaats met een lage luchtvochtigheid.
Bitrot wordt ook gebruikt om een concept aan te duiden dat halfgeleiders in RAM zo nu en dan veranderd kunnen worden door kosmische straling, een fenomeen bekend als soft error.

## Problemen met software
De term "bitrot" wordt vaak gebruikt om slapendecoderot aan te duiden: het feit dat slapende code (software die niet of nauwelijks gebruikt wordt) geleidelijk aan steeds minder correct werkt doordat de omgeving waarin die software moet werken verandert. Bijvoorbeeld doordat interfaces van wel veel gebruikte software zijn veranderd.
Een programma kan zonder problemen correct zijn werk doen voor vele jaren en dan opeens zonder direct aanwijsbare reden kapot zijn. Programmeurs gebruiken de term bitrot in zo'n geval om humoristisch de oorzaak aan te duiden. Een dergelijke effect kan veroorzaakt worden door een geheugenlek of een andere moeilijk detecteerbare bug. Hoewel er geen duidelijke reden aan te wijzen is in de omgeving waarin het programma opereert, kan er een subtiele verandering plaatsgevonden hebben die de latente fout veroorzaakt. Vrijwel alle besturingssystemen neigen hun stabiliteit te verliezen als ze een lange periode aaneengesloten actief zijn, wat de reden is dat ze periodiek herstart moeten worden om bijvoorbeeld fouten in het geheugen, die veroorzaak zijn door bugs in software, te verwijderen.
Als laatste wordt de term ook gebruikt als verklaring van de geleidelijk steeds meer tegenvallende prestaties van een PC door veelvuldig gebruik. Een oorzaak hiervan is het installeren van software of softwarecomponenten die starten als de gebruiker de computer aanzet die gezamenlijk delen van de reken- en geheugencapaciteit van een computer gebruiken waardoor de gebruiker de ervaring heeft dat zijn computer langzamer wordt. Hetzelfde geldt voor indices die verzadigd raken en gebruikt worden bij het zoeken op schijven of in registers.